# Іваново (Смолянська область)
Іва́ново (болг. Иваново) — село в Смолянській області Болгарії. Входить до складу общини Рудозем.

## Населення
За даними перепису населення 2011 року у селі проживали 62 особи, усі — болгари.
Розподіл населення за віком у 2011 році:
Динаміка населення: